# Merlin Tandjigora
Merlin Abdoulaye Koumba Tandjigora (ur. 6 kwietnia 1990 w Mouili) – gaboński piłkarz występujący na pozycji defensywnego pomocnika. Od 2017 roku jest zawodnikiem CF Os Belenenses.

## Kariera sportowa
Tandjigora jest mistrzem Gabonu za sezon 2008/2009, choć w Stade Mandji Port Gentil występował tylko w rundzie jesiennej. Potem został zawodnikiem FC Metz, ale regularnie grał tylko w rezerwach klubu. Zanim trafił do Chin występował w klubach z niższych lig francuskich oraz w drugoligowym Leixões SC z Portugalii. W 2016 grał w chińskim Meizhou Hakka FC, a w 2017 trafił do CF Os Belenenses.
W reprezentacji Gabonu zadebiutował 3 czerwca 2012 roku w przegranym 0:3 meczu z Nigrem. Zagrał trzy mecze w igrzyskach olimpijskich 2012, a jego drużyna odpadła po fazie grupowej. Selekcjoner José Antonio Camacho powołał Tandjigorę na Puchar Narodów Afryki 2017.